# Lupus II
Lupus II (zm. 778) – książę Gaskonii (dux Vasconum) i prawdopodobnie książę Akwitanii. Jego pochodzenie jest nieznane. Mało prawdopodobna wydaje się hipoteza, że był synem księcia Akwitanii Odona Wielkiego. Jego córka poślubiła innego księcia akwitańskiego, Waifera.
Nie wiadomo kiedy objął władzę nad Gaskonią. Najprawdopodobniej stało się to ok. 768 r. Swoje stanowisko mógł zawdzięczać nominacji króla Franków Pepina Krótkiego lub też został wybrany przez lud. W 769 r. na jego dwór przybył Hunald II, książę Akwitanii, który toczył wojnę z synami Pepina - Karlomanem i Karolem. Lupus początkowo wspierał Hunalda, ale później aresztował Hunalda i jego żonę i wydał ich Karolowi. Możliwe, że otrzymał wówczas władzę w Akwitanii.
Władztwo Lupusa rozciągało się do Garonny na północy do Pirenejów na południu. Możliwe też, że jego wpływy sięgały kraju Basków. Z tego względu imię Lupusa wymienia się w kontekście klęski hrabiego Rolanda w wąwozie Roncevaux w 778 r.
Lupus zmarł w 778 r. Nie ma pewnych informacji o jego rodzinie. Jego synami byli najprawdopodobniej kolei książęta Gaskonii - Sancho I, Seguin I i Lupus III, a także niepanujący Garcia (który zginął w walce z hrabią Tuluzy Berengarem w 819 r.) i Adalryk.